# 康軒文教事業
康軒文教事業（簡稱：康軒、康軒文教、康軒集團、康軒文教集團）是臺灣一家基礎教育出版公司，成立於1988年12月，前身為康和出版，總部位於新北市新店區，在台灣、中國大陸、泰國等地皆設據點。截至2010年，在臺灣中小學教科書市場有45％的市占率。

## 歷史
1988年中華民國教育部開放國民中學教科書民間審定本，正於兄長開設的出版公司任職的李萬吉投入教科書出版業:78，於同年12月19日在臺北市大安區和平東路成立康和出版。1989年5月，康和出版遷至臺北市大安區安和路。1989年9月，康和出版開始發行國中藝能科教科書民間審定本，此時民間教科書市占40%，而康和即佔25%。1990年12月，康和出版遷至臺北縣新店市寶高路，該年民間比率上升至70至80%，康和也升至60%。1991年9月，康和出版開始發行國民小學藝能科教科書民間審定本。與當時久未改版的國立編譯館版藝能科教科書不同，康和出版直接向日本與美國引入教科書編輯與設計方式，並挖角當時最具有關經驗的臺北市與臺北縣教學輔導團團員出任編輯委員，加上藝能科教科書相對冷門、競爭不強，加入市場僅一年即有四分之一市占率，在三年內使其藝能科教科書產品打入市場，取得8成以上的市占率。
1993年1月，康和出版成立康軒文化，籌備發行國小新課程標準各學科教科書民間審定本。1994年3月，康和出版成立康鼎文化，籌備發行國中補充教材參考書。1994年5月，康和出版舉辦臺北縣新店市康軒文教廣場動土典禮。1995年，康鼎文化開始發行國中參考書。1996年1月，康和出版舉辦企業識別系統發表會與康軒文教廣場上樑典禮。1996年9月，康軒文化開始發行國小新課程標準各學科教科書民間審定本。1997年10月，康軒文教廣場落成啟用（臺北縣新店市中興路二段218巷11號），為康和出版總部。1999年，為了避開康和綜合證券的「康和」名稱撞名，康和出版、康軒文化、康鼎文化合併為康軒文教事業，總部設於康軒文教廣場。1999年8月9日，康軒文教事業向台北縣政府申請成立康軒文教基金會。2000年12月，康軒文教事業成立育橋文教事業，專營國中及國小輔助教材之買賣流通與經銷商管理。
2002年9月，康軒文教事業開始發行國中各學科教科書民間審定本，康橋雙語中小學創校。2003年2月，康軒幼兒學校創校。2003年7月，康軒美語學苑創校。2003年12月，江蘇教育出版社與康軒文教事業合資成立南京鳳凰康軒文化諮詢有限公司。2004年，康軒文教事業成立連鎖安親班系統「康軒學習教室」。2007年7月，康軒美語學苑歇業。2008年5月，康軒幼兒學校裁撤、併入康橋雙語中小學附設幼稚園。2008年5月28日，康軒文教事業、冠傑文教事業與株式會社拓人合資成立台灣拓人，是台灣第一個跨國補習班系統。2010年11月，康軒文教事業成立智慧橋教育科技。2011年2月14日，康軒文教廣場歷史博物館「迎曦館」落成，書法家陳維德題字，展示康軒文教事業歷史。2015年11月，智慧橋教育科技解散。
2004年，中華人民共和國教育部批准康軒文教事業進入中國大陸市場，康軒文教事業也在中國大陸各地設有據點（主要分佈於華北及中國東南沿海一帶）。2004年5月，康軒文教事業成立北京康軒文化諮詢有限公司。2005年5月，康軒文教事業成立南京康軒文教圖書有限公司。2005年9月，康軒文教事業與志鴻教育集團合資成立北京時代志鴻國際教育諮詢有限公司。2008年4月，北京康軒停止運作，康軒文教事業與志鴻教育集團終止合作。
2017年，南京康軒文教於中國大陸江蘇省南京市鼓樓區成立南京康軒學前教育研究院。2021年初，因2019冠狀病毒病台灣疫情，中華民國教育部宣布全國各級學校及公私立幼兒園停止到校上課；康軒因此推出遠端學習平台與課程，如與新北市政府教育局合作推出的「新北市親師生平台」（為全國首創建置單一認證「親師生平台」），整合「康軒雲」、「康軒電子書」、跟著康軒一起「學習吧」以及「康軒師生平台」等的「跟著康軒不停學－防疫」線上電子教科書與影音課程。2023年5月26日，由於康軒企業對台灣教育產業的貢獻，大同大學頒授其董事長李萬吉名譽博士學位。

## 主要輔助教材品牌
- 學前教育：小康軒系列
- 國民小學：新挑戰系列、麻辣講義系列、得分王總複習系列、卓越盃試題精選等
- 國民中學：新挑戰系列、麻辣講義系列、追分王總複習系列、素養王總複習、百試達等
- 母語教學：閩南語、客家語、康軒蕃薯網等
- 課外閱讀：康軒學習雜誌等
- 海外漢語：幼兒教材、國小教材、中學教材、讀本系列等
- 雲端學習：與ViewSonic合作開發康軒雲、康軒數位高手、康軒學習網[9]、康軒版網頁電子書等
- 數位服務：康軒測驗平台、桌遊牌卡產生器等

## 關係企業
- 臺灣拓人教育事業股份有限公司
- 育橋文教事業股份有限公司
- 南京康軒文教圖書有限公司
- 南京和欣倉儲物流股份有限公司
- 泰國康軒文教事業股份有限公司
- 南京鳳凰康軒文化諮詢有限公司
- 智慧橋教育科技股份有限公司（已解散）
- 北京康軒文化諮詢有限公司（已解散）

## 體育文化、公益活動與其他事業
康軒董事長李萬吉熱愛運動，並將此視為凝聚員工向心力的重要企業文化，因此公司內部推行大量體育活動、設置健身房、游泳池、每年制定運動學分作為考績項目參考、以跑步里程數提供獎品鼓勵，以及組成「康軒鐵人隊」參加與舉辦國內路跑活動，截至2023年其員工亦有600人完成鐵人三項賽事，是全台「鐵人」密度最高的企業。2020年教育部體育署頒布其「i運動企業」認證。
康軒亦引進聯合國「SDG 3良好健康與福祉」「SDG 4優質教育」、「SDG 12負責任的消費與生產」作為企業永續執行的目標，包括運動文化、提供優質教材與教育以及將教材去光碟化、送至偏鄉學校以降低城鄉差距、回收舊書、資源回收等公益性質的活動。2023年，康軒加入「TALENT, in Taiwan，台灣人才永續行動聯盟」，成為教育出版業第一家加入的企業。康軒亦有營運多所教育機構與基金會：康橋國際學校幼兒園、新北市私立康橋國際學校、華東康橋國際學校、康軒文教基金會、BOOK945愛讀書屋、康軒美語學苑（已解散）、南京康軒學前教育研究院，截至2023年6月共在台灣辦學6所校區、中國大陸5所，此外還向泰國朱拉隆功大學教育專家合作，出版幼兒教材。

## 得獎紀錄
- 2020年：教育部體育署「109年i運動企業」[14]
- 2022年：中華民國圖書出版事業協會「台灣出版產業特殊卓越貢獻獎」[17]
- 2022年：台灣設計研究院「2021年教科圖書設計獎」封面設計類國中組金獎與學習設計類國小組金獎 [18]

## 爭議

### 施壓懷孕員工離職
康軒文教事業於2012年施壓懷孕36週的陳姓女編輯離職，陳女提告。2020年10月，臺灣高等法院終審判決，康軒文教事業違反《性別工作平等法》、需賠償陳女新台幣40萬4777元，且陳女可復職。新北市政府勞工局表示，陳女在判決後曾針對復職向勞工局申請勞資爭議調解，後來自行撤案，經勞工局了解已回去上班。

### 董事長違反居家隔離規定
在2019冠狀病毒病臺灣疫情期間，康軒文教事業董事長李萬吉遭員工家屬向《蘋果日報》投訴，於2020年9月5日從中國大陸出差返回臺灣後，未遵守居家隔離檢疫14天之規定；9月6日外出騎自行車、游泳；9月7日李萬吉前往康軒文教廣場開主管會議，主管會議大多數人都沒有配戴口罩，李萬吉向所有人表示自己在中國大陸做過很多次檢測都沒有問題，強調「你們都不要檢舉我就沒事了」。投訴者並提供李萬吉9月7日當天開會頒獎的照片。新北市政府警察局於9月8日向李萬吉查證，李萬吉稱是以視訊會議方式參加主管會議；同日晚間，康軒文教事業發布聲明稿道歉。9月8日晚，新北市政府衛生局對李萬吉執行強制集中檢疫。9月11日，新北市政府衛生局依據《嚴重特殊傳染性肺炎防治及紓困振興特別條例》第15條第2項，對李萬吉裁處該項最高罰鍰金額新台幣100萬元；康軒文教事業表示，李萬吉尊重衛生局裁罰。

### 員工非自願離職
有康軒文教事業員工聽完2020年9月《蘋果日報》報導中的投訴者聲音後，認為該名投訴者是某員工的丈夫。9月15日，該員工發現電腦權限遭鎖住、獎金被扣住，經詢問主管、人資都沒得到正面回應。康軒文教事業內部出現一張「公司待我們不薄，誰向媒體爆料出賣公司？」黑函。9月23日，該員工被直屬長官在上午及下午各約談一次，該員工堅稱自己及其家人都不是吹哨者；在下午約談後，該員工被直屬長官要求在18時前表明是否會離職，該員工答覆「不會辭職」。9月24日，康軒文教廣場電梯口出現指名道姓的字條：「出賣公司，還有臉進公司？若妳懂得做人的道理，請自重！」該員工受不了康軒文教事業內部壓力後未再上班，並向新北市政府勞工局申訴康軒文教事業未發獎金及鎖住電腦權限，主張依《勞動基準法》解除勞雇關係。
10月5日，新北市政府勞工局表示，勞工局在9月23日接獲這名勞工針對業績獎金、個人電腦無故遭停權與資遣費等爭議提勞資調解申請，將於10月12日開調解會。康軒文教事業發布聲明稿表示，這名員工於9月26日主動交還識別證、打包個人物品並稱不再進公司，有向康軒文教事業自請離職的意思表示，雙方勞動契約9月26日終止；這名員工自請離職前，康軒文教事業沒約談，也未有任何不利處分，更沒逼迫離職。10月8日，康軒文教事業公關長許牧民表示，出現在康軒文教廣場電梯口的字條，有員工發現後覺得不妥而立即撤下。許牧民指出，該員工的電腦權限遭鎖住是因為《蘋果日報》報導的投訴內容涉及公司機密，該員工直屬長官將她的登入權限鎖住，以免資料外洩。許牧民表示，康軒文教事業高層早就定調「絕不約談」，但因為該員工為高階主管，她的主管不可能放任不管，才會找她了解一下狀況。
10月10日，大同大學表示，已經取消預定11月舉行的李萬吉名譽博士頒授典禮。10月11日，全國教師工會總聯合會宣布，在「保障學生學習完整性」的前提下，全教總呼籲師生與家長，拒絕訂閱《康軒學習雜誌》，拒絕參加康軒文教事業「卓越盃全國競賽」；若李萬居未於10月13日前向社會大眾與受霸凌員工道歉、並提出康軒文教事業保護吹哨者的具體作法，全教總將於10月14日召開記者會呼籲全民抵制康軒文教事業。
10月12日，勞資雙方成立調解，康軒文教事業給予勞方非自願離職證明。許牧民強調，康軒文教廣場電梯口字條是康軒文教事業部分員工的作為，讓該員工覺得感受不好，康軒文教事業對此向該員工和社會大眾致歉。10月13日，李萬吉發表聲明稿致歉，但未正面回應全教總的呼籲；許牧民表示，康軒文教事業會持續檢討與改進，感謝全教總的指教與督促。當天，全教總宣布取消原定將於隔日上午召開的「康軒未向社會大眾道歉 全教總發動全民抵制」記者會。

## 外部連結
- 康軒文教事業 （页面存档备份，存于）